# TSG Thannhausen
Turn- und Sportgemeinschaft von 1890 Thannhausen e. V. é uma agremiação esportiva alemã, fundada a 1 de janeiro de 1890, sediada em Thannhausen, na Baviera.

## História
O TSG Thannhausen tem suas origens mais remotas como uma organização criada em 1862, primeiro como um clube de ginástica e, mais tarde, como um clube de ginástica e brigada de incêndio, conforme exigido pelo regimento local. A data de fundação reconhecida é de 1890, com a seção de futebol criada em 1920. A associação entrou em colapso em 1943 devido às pressões provocadas pela Segunda Guerra Mundial, mas foi restabelecida após o conflito a 14 de julho de 1947.
O Thannhausen foi uma das poucas equipes abaixo da terceira divisão ao se qualificar para a temporada 2006-2007 da Copa da Alemanha. O clube, como anfitrião, enfrentou gigantes da Bundesliga como o Borussia Dortmund em uma partida na primeira fase, perdendo por 3 a 0. Sua única aparição anterior na Copa da Alemanha fora uma derrota por 6 a 0 diante do Bayer Leverkusen na primeira rodada em 1975.
Na maior parte de sua trajetória o clube disputou os níveis inferiores do sistema liga Schwaben. Seus únicos momentos brilhantes foram as conquistas da Schwaben Cup em 1974 e 1975. Em 1965 e 1971, o clube arquivou sua promoção a partir da A-Klasse à Bezirksliga. Em 1971, participava do Bezirksliga. Em 1984 e 1985, chegou perto do acesso à Landesliga.
O time fez uma aparição única na Bayern Landesliga-Süd (V), em 1990-1991, antes de retornar à camada quinta em 2001, sendo relegado para a Schwaben Bezirksoberliga. A década seguinte viu o clube passar entre a Bezirksoberliga e a Bezirksliga, antes de recuperar o seu estatuto Landesliga, em 2001, por mais duas temporadas, antes de ser rebaixado novamente. O clube saltou de volta, no entanto, ao ganhar a sua terceira promoção para a Landesliga em 2004. Depois de um segundo resultado lugar na Landesliga, em 2007, o Thannhausen chegou à Oberliga Bayern (IV), pela primeira vez, vencendo a fase de promoção, tornando-se a equipe de número 99 a jogar neste campeonato desde 1963. Uma série de bons resultados na primavera de 2008 colocou o TSG na disputa para a promoção à Regionalliga Süd, contudo o sétimo lugar ao final da temporada não foi suficiente. Após duas boas temporadas na liga, em 2009-2010 o time não foi bem sucedido, terminando em 18ª e rebaixado à Landesliga.
Além do futebol, o clube desportivo tem mais de 1.100 membros contendo departamentos de atletismo, ginástica, tênis de mesa, vôlei e esportes de inverno.

## Títulos
| - Landesliga Bayern-Süd (V) - Vice-campeão: (2) 2006, 2007; - Bezirksoberliga Schwaben (V-VI) - Campeão: 1990; - Vice-campeão: (2) 2001, 2004; - Bezirksliga Schwaben-Nord - Campeão: (2) 1989, 1998; | - Bavarian Cup - Campeão: 2006; - Schwaben Cup - Campeão: (3) 1974, 1975, 2006; - Vice-campeão: (2) 1984, 2005; |

## Retrospecto nas temporadas
As recentes performances do clube:
| Temporada | Divisão                    | Módulo | Posição |
| 1988–89   | Bezirksliga Schwaben-Nord] | VI     | 1ª ↑    |
| 1989–90   | Bezirksoberliga Schwaben   | V      | 1ª ↑    |
| 1990–91   | Landesliga Bayern-Süd      | IV     | 17ª ↓   |
| 1991–92   | Bezirksoberliga Schwaben   | V      | 6ª      |
| 1992–93   | Bezirksoberliga Schwaben   | V      | 14ª ↓   |
| 1993–94   | Bezirksliga Schwaben-Nord  | VI     | 3ª ↑    |
| 1994–95   | Bezirksoberliga Schwaben   | VI     | 13ª ↓   |
| 1995–96   | Bezirksliga Schwaben-Nord  | VII    | 3ª      |
| 1996–97   | Bezirksliga Schwaben-Nord  | VII    | 6ª      |
| 1997–98   | Bezirksliga Schwaben-Nord  | VII    | 1ª ↑    |
| 1998–99   | Bezirksoberliga Schwaben   | VI     | 12ª     |
| 1999–2000 | Bezirksoberliga Schwaben   | VI     | 8ª      |

| Temporada | Divisão                  | Módulo | Posição |
| 2000–01   | Bezirksoberliga Schwaben | VI     | 2ª ↑    |
| 2001–02   | Landesliga Bayern-Süd    | V      | 12ª     |
| 2002–03   | Landesliga Bayern-Süd    | V      | 18ª ↓   |
| 2003–04   | Bezirksoberliga Schwaben | VI     | 2ª ↑    |
| 2004–05   | Landesliga Bayern-Süd    | V      | 9ª      |
| 2005–06   | Landesliga Bayern-Süd    | V      | 2ª      |
| 2006–07   | Landesliga Bayern-Süd    | V      | 2nd ↑   |
| 2007–08   | Oberliga Bayern          | IV     | 7ª      |
| 2008–09   | Oberliga Bayern          | V      | 9ª      |
| 2009–10   | Oberliga Bayern          | V      | 18ª ↓   |
| 2010–11   | Landesliga Bayern-Süd    | VI     | 12ª     |
| 2011–12   | Landesliga Bayern-Süd    | VI     | ª       |

## Campanhas na Copa da Alemanha (DFB-Pokal)
O clube se qualificou para a primeira fase da Copa da Alemanha:
| Temporada         | Fase          | Data                  | Casa            | Adversário        | Resultado | Público |
| DFB-Pokal 1975–76 | Primeira fase | 1 de agosto de 1975   | TSG Thannhausen | Bayer Leverkusen  | 0 a 6     | 4.000   |
| DFB-Pokal 2006–07 | Primeira fase | 9 de setembro de 2006 | TSG Thannhausen | Borussia Dortmund | 0 a 3     | 10.500  |

Source:«DFB-Pokal (em alemão)». Weltfussball.de. Consultado em 29 de maio de 2009